# Тирпиц, Альфред фон
А́льфред Пе́тер Фри́дрих фон Ти́рпиц (нем. Alfred Peter Friedrich von Tirpitz; 19 марта 1849, Кюстрин, провинция Бранденбург — 6 марта 1930, Эбенхаузен) — германский военно-морской деятель, в 1897—1916 статс-секретарь военно-морского ведомства (нем. Staatssecretär des Reichsmarineamtes — морской министр), гросс-адмирал (27 января 1911).

## Биография
Родился в Кюстрине, в семье высокопоставленного государственного чиновника Рудольфа Тирпица (1811—1905), вырос во Франкфурте-на-Одере. В 1865 году в 16 лет поступил на службу в прусский флот. В 1869 году успешно окончил Морскую школу в Киле. В 1871 году после создания германского флота служил в эскадре миноносцев. В 1877 году в результате повышений стал главой миноносных сил, которые реорганизовал в миноносный инспекторат.
В 1884 году женился на Мари Огюст Липке (1860–1948), дочери либерального политика Густава Липке (1819–1889). 
У пары было четверо детей:
- Ильза (1885-1982), которая вышла замуж за будущего дипломата и бойца сопротивления Ульриха фон Хасселя в 1912 году,
- Вольфганг фон Тирпиц (1887–1968),капитан-лейтенант, который стал британским военнопленным после затопления немецкого лёгкого крейсера "Майнц"
- Марго (1888-?).
- Макс (?-?)

### Деятельность в штабе флота
В 1892 году капитан Тирпиц вошёл в состав штаба флота, а в 1895 году получил звание контр-адмирала. В 1900 году получил дворянский титул. Подготовил план создания мощного флота, который позволил бы Германии добиться авторитета на мировой арене, так называемый «план Тирпица». Благодаря реализации этого плана к 1914 году флот Германской империи по своим размерам занимал второе место в мире, уступая на 40% британскому флоту. В состав германского флота входило семь новых дредноутов, пять линейных крейсеров, двадцать броненосцев, двадцать пять крейсеров и более сорока подводных лодок. Укрепление германского флота вызвало беспокойство Великобритании, которая провела дорогостоящую программу перевооружения своего флота.
Тирпиц разработал «теорию риска», в которой утверждал, что если германский флот сравнится с британским по силе, то Великобритания будет избегать конфликтов с Германией, так как в случае военного столкновения германский флот будет иметь шанс нанести британскому флоту урон, достаточный для потери британцами господства на море. Расчёт строился на том, что если британский флот будет блокировать выходы из германских портов в Атлантику через Северное море, то германский флот навяжет ему сражение в Северном море.
В 1911 году фон Тирпицу было присвоено звания гросс-адмирала. Программу строительства флота планировалось завершить в 1917 году. Видя, что надвигается война, и что германский флот не будет закончен до её начала, а, следовательно, не сможет бросить вызов британскому флоту, фон Тирпиц стал сторонником неограниченной подводной войны. По его мнению, подводные лодки в войне будут способны прорвать британскую блокаду и создать собственную блокаду британских островов. В этой стратегии германский надводный флот исполнял функцию «фактора присутствия».
После многократных безрезультатных попыток убедить кайзера в необходимости снять ограничения на применение подводных лодок Тирпиц подал в отставку, сложив с себя полномочия 15 марта 1916 года.

### Политическая карьера
В 1917 году Тирпиц стал главой Немецкой отечественной партии (нем. Deutsche Vaterlandspartei), созданной с целью пропаганды объединения усилий всей страны для победы в войне. Однако партия просуществовала недолго. После поражения Германии Тирпиц стал членом правого крыла Немецкой национальной народной партии и в 1924—1928 годах был её представителем в рейхстаге.

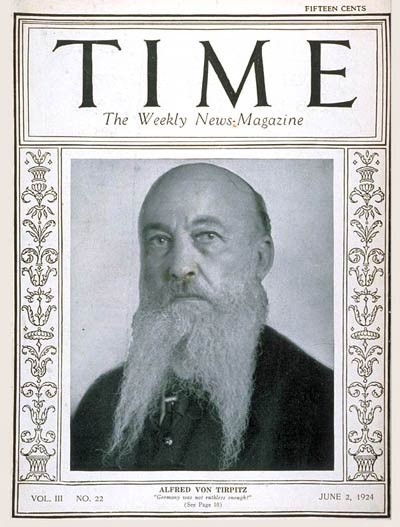
Журнал Тайм с фотографией Тирпица, июнь 1924

## Память
Имя Альфреда фон Тирпица получил второй линкор типа «Бисмарк», а окрестила этот корабль дочь Тирпица.

## Труды
Воспоминания А. фон Тирпица были переведены в СССР и переизданы в 1926 и 1957 гг.
- Воспоминания Тирпица: краткие выдержки. — Пг., 1920 — 87 с.